# خواجه‌ها (غور)
خواجه‌ها (به لاتین: Khwajaha) یک منطقهٔ مسکونی در افغانستان است که در غرب ولسوالی تولک به فاصله سه کیلومتری واقع شده‌است. خواجه‌ها ۲٬۳۱۱ متر بالاتر از سطح دریا واقع شده‌ است.
اکثریت مردم این قریه از قوم سادات بوده و سطح سواد در این قریه بالای هفتاد در صد است.